# Sammie Henson
Samuel "Sammie" Henson (* 1. ledna 1971 St. Louis, Missouri) je bývalý americký zápasník – volnostylař, olympijský medailista z roku 2000.

## Sportovní kariéra
Zápasení se věnoval od 6 let společně se svými bratry. Poprvé na sebe výrazně upozornil na střední škole v St. Charles v Missouri. Vrcholově se zápasení věnoval na University of Missouri pod vedením Wese Ropera. V americké seniorské reprezentaci se poprvé objevil v roce 1990 v USA méně populárním (doplňkovém) klasickém stylu. Ve volném stylu se prosadil po ukončení vysokoškolských studií. Svojí premiéru na mistrovství světa v Teheránu zakončil titulem mistra světa. V roce 2000 si vybojoval nominaci na olympijské hry v Sydney. Na hry přijel ve výborné formě. Probojoval se do finále, ve kterém se utkal s Ázerbájdžáncem Namigem Abdullajevem. Po hrubé chybě v úvodu však prohrával o tři body. Ve druhé části tuto ztrátu vyrovnal, ale následně opět chyboval a Abdullajev se dostal o bod do vedení. Tímto výsledkem finále skončilo. Získal stříbrnou olympijskou medaili. Od roku 2002, kdy se snižoval počet váhových kategorií se na něho v reprezentaci nedostávalo. Naposledy se výrazně prosadil v roce 2006. Sportovní kariéru ukončil po nevydařené nominaci na olympijské hry v Pekingu v roce 2008. Věnuje se trenérské práci.

## Výsledky
| Turnaj            | 1998      | 1999      | 2000      | 2001      | 2002           | 2003           | 2004           | 2005           | 2006           |
| Turnaj            | 27        | 28        | 29        | 30        | 31             | 32             | 33             | 34             | 35             |
| Turnaj            | muší váha | muší váha | muší váha | muší váha | bantamová váha | bantamová váha | bantamová váha | bantamová váha | bantamová váha |
| ----------------- | --------- | --------- | --------- | --------- | -------------- | -------------- | -------------- | -------------- | -------------- |
| Olympijské hry    |           |           | 2.        |           |                |                | —              |                |                |
| Mistrovství světa | 1.        | —         |           | —         | —              | —              |                | 14.            | 3.             |